# 눈물이 보일까봐
《눈물이 보일까봐》는 1999년 7월 7일부터 1999년 8월 26일까지 방영된 문화방송 수목 미니시리즈이다.

## 소개
애증관계에 놓인 모녀의 갈등과 화해를 세밀한 터치로 그려나가는 드라마

## 기획 의도
- 잘 나고 영악한 사람만이 판치는 요즘 세상에 많이 배우지는 못했지만 심성 고운 여성이 성공할 수 있다는 것을 보여주려는 드라마
- 착한 사람은 약하고 손해 보는 것이 아니라 오히려 현명할 수 있고 비록 다수가 호응해주지 않아도 결과적으로는 사회적 보상을 받는다는 메시지를 담고 있는 드라마

## 등장 인물
- 김지호 : 김영은 역 - 인옥의 막내딸, 고졸 출신 레스토랑 직원
- 김태우 : 조수현 역 - 두식의 반항적 아들, 프랜차이즈 레스토랑 지점장, 수현의 연인
- 한재석 : 유종수 역 - 영은을 짝사랑하는 터프가이
- 고두심 : 박인옥 역 - 두식의 30년 전 첫사랑, 딸 셋을 둔 이혼녀, 천안상회 직원
- 박근형 : 조두식 역 - 수현의 아버지, 홀아비, 식품회사 운영 중
- 김정은 : 강혜경 역 - 수현의 세련된 약혼녀
- 양미경 : 윤 실장 역 - 레스토랑 실장
- 이아현 : 김경은 역 - 인옥의 첫째딸, 사법시험 지망생
- 성현아 : 김지은 역 - 인옥의 둘째딸, 음대 대학원생
- 정원중 : 주방장 역
- 김동주 : 승만 역 - 인옥의 친구, 천안상회 사장
- 설수진
- 김동수
- 현석
- 한영숙
- 김선동
- 김인수
- 함신영
- 김미야

- 당초 <결혼해주세요>, <난 괜찮아> 등이 제목으로 거론됐으나 젊은 스타들이 대거 포진한 동시간대 SBS <해피투게더>와의 차별성을 주력하기 위해 70년대 복고 스타일을 연상시키는 제목인 <눈물이 보일까봐>로 변경했는데[1] 이들 중 첫 번째 제목인 <결혼해주세요>는 작가 정유경이 훗날 쓴 KBS 2TV 주말극 제목과 똑같았다.
- 줄거리가 전반적으로 현실감이 떨어지며, 지나치게 우발적인 사건에 기댄다는 비판을 받았다.[2]
- 수목드라마가 9월 13일 월요일 월화드라마 <국희>가 이동되고 월화 미니시리즈가 수목 미니시리즈 <안녕 내 사랑>을 맞 트레이드로 시켰다.